# Taphozous troughtoni
Taphozous troughtoni é uma espécie de morcego da família Emballonuridae. É endêmica da Austrália. Está ameaçada por perda de habitat.